# Frankenstein di Mary Shelley
Frankenstein di Mary Shelley (Mary Shelley's Frankenstein) è un film del 1994 diretto da Kenneth Branagh, trasposizione cinematografica del romanzo Frankenstein di Mary Shelley. I due protagonisti, Victor Frankenstein e la sua creatura rianimata, sono interpretati rispettivamente da Kenneth Branagh e Robert De Niro.
Considerato l'adattamento più fedele del romanzo, il film fa parte di una tetralogia antologica prodotta dalla TriStar Pictures nel corso degli anni novanta che comprende anche Dracula di Bram Stoker (1992), Wolf - La belva è fuori (1994) e Mary Reilly (1996) ed è principalmente ricordato per l'interpretazione di De Niro, la quale all'epoca venne molto acclamata.

## Trama
Nel 1794 lo scienziato Victor Frankenstein viene trovato in fin di vita da un capitano in viaggio per il Polo nord, Robert Walton. Egli appare terrorizzato e così sono anche i membri dell'equipaggio, che sentono un lamento agghiacciante non molto lontano verso l'orizzonte, alcuni cani dell'equipaggio corrono verso il lamento e non fanno più ritorno. Il capitano esige spiegazioni dallo straniero il quale rivela il suo nome e la sua identità. Circa dieci anni prima lui era uno spensierato giovane di Ginevra che viveva benissimo in compagnia dei familiari, dell'amico Henry Clerval e di Elizabeth, sua sorella adottiva. Ma Frankenstein ambiva a cercare il segreto per cui esistesse la vita e come potesse essere data da un essere vivente ad un altro organismo, allevato nel ventre materno. Attraverso le ricerche e gli studi compiuti presso Ingolstadt, Victor si crea delle simpatie e delle antipatie per il segreto immenso che cercava di scoprire. Alla fine Frankenstein trova la soluzione: l'elettricità.
Dopo aver visto degli esperimenti fatti da un suo professore su una zampa di orangutan e su una ranocchia, Frankenstein recupera il corpo di un uomo impiccato, condannato per aver assassinato il professore del giovane ricercatore. Tagliando pezzi dai corpi di altra gente morta di colera e procurandosi il liquido amniotico da donne incinte, Frankenstein compone un corpo e gli dà vita nel suo laboratorio mediante la scarica elettrica. Ma immediatamente prova ribrezzo per quella creatura che ora ha preso vita, e teme che dall'unione di membra di persone cattive possa derivare solo un uomo propenso al male. Inoltre Frankenstein si è dimenticato completamente della promessa di matrimonio fatta alla sua fidanzata Elizabeth, che è giunta in città a cercarlo. Frankenstein fugge via dal mostro e ritorna malato di febbre a Ginevra, mentre la Creatura trova rifugio nel bosco, dopo essere stato picchiato dalla folla. Victor si riprende pian piano e la vita torna tranquilla nella sua villa. 
La Creatura si sistema nella stalla di una casa rurale di contadini, in gravi difficoltà economiche e per fare una buona azione e compie di nascosto alcuni lavori manuali, facendo tornare il sorriso sui volti degli abitanti, impara inoltre a parlare e leggere mentre ascolta le lezioni che i genitori danno ai figli. Capita poi un giorno che il mostro venga scoperto dal vecchio padre di famiglia, ormai cieco, che invece di scacciarlo, lo rassicura di non temere percosse e comincia a parlargli tranquillamente. Purtroppo tornano i familiari dal campo, terrorizzati per le urla della piccola figlia, la Creatura viene percossa nuovamente e scacciata.
La Creatura legge il Diario di Victor Frankenstein di Ginevra, che riguardava gli studi effettuati dallo scienziato sul mostro stesso, avendo rubato il giaccone dove lo scienziato lo aveva lasciato e continuando scopre di essere oggetto del genio folle di uno squilibrato ambizioso, così si prepara a dare la caccia al suo creatore per tormentarlo. Inizialmente la Creatura giunge a Ginevra, poi uccide William, il fratello piccolo di Victor, strangolandolo. La governante di casa, Justine, viene accusata di omicidio a causa del ciondolo di William, messole addosso dal mostro mentre dormiva. Dopo l'impiccagione di questa, il mostro fa sapere a Frankenstein che lo avrebbe incontrato sulle montagne, sua unica dimora. Lì la Creatura dichiara a Frankenstein di volere una compagna, dato che nessuno lo ama e lo comprende e Victor, per non temere altri assassinii ai danni dei familiari, accetta. La Creatura gli porta il cadavere di Justine per poter ridarle la vita, ma Victor si rifiuta, non volendo trattare l'affezionata domestica alla stregua di una semplice cavia, e torna da Elizabeth, convincendola a sposarlo. I due si sposano, quindi Victor incarica cacciatori e servitori di stanare la Creatura per ucciderla, dicendo che è un uomo responsabile della morte di William e di altre persone. I due intanto decidono di fuggire lontano. Proprio durante la loro partenza la Creatura si trova in camera col padre, morto da poco, e gli chiude gli occhi. Victor ed Elizabeth sono arrivati al porto, gli uomini che gli fanno da scorta non trovano traghetti e gli cercano una sistemazione per la notte, la partenza è rimandata al mattino successivo. Victor è preoccupato, piove, sua moglie lo sta aspettando nella stanza. Gli uomini sono di guardia e lo rassicurano, decide di salire. Sentendo un suono fuori, stupidamente il dottore lascia sola la moglie, convinto che la Creatura sia all'esterno, con l'intento di stanarlo. Ma lui si trovava sulla finestra, quindi irrompe nella stanza, e quando Victor scopre il tutto la creatura ha già strappato il cuore ancora pulsante dal petto della sua amata. Nella fuga il mostro scaraventa il corpo della donna a terra, che finisce con il capo contro un vaso di vetro e all'istante i capelli vengono avvolti dalle fiamme delle candele.
Victor, affranto dal dolore, porta il corpo di Elizabeth nel suo laboratorio dove tenta di ridarle la vita mediante la cucitura del capo della sposa sul corpo di Justine. Elizabeth non è più quella di prima: affiora solo alla mente qualche vago ricordo del ballo, quando lui prova a farla danzare. Giunge in quel mentre anche la Creatura, che vorrebbe prendersi con sé la sua compagna ed andare via, ma Victor glielo impedisce. Alla fine Elizabeth comprende di essere un essere spaventoso, toccandosi il volto sfigurato e guardando i due uomini che cercano di contendersela. Urlando e piangendo si getta addosso una lampada ad olio e finisce i suoi giorni in fiamme buttandosi da una vetrata, mentre la villa inizia a bruciare. La Creatura, inorridita dal gesto, fugge via, mentre Victor si prepara, armato fino ai denti, a distruggere quell'abominio una volta per tutte. 
L'inseguimento dura mesi, in mezzo al freddo e al gelo, fino a quando i due non giungono al Polo Nord, meta allora mai scoperta dall'uomo, dove il mostro rivelandosi più forte resiste al gelo del luogo, a differenza dello scienziato. Terminato il racconto, Victor muore di stenti, non riuscendo a convincere il capitano, convinto che fosse solo il racconto di un uomo in delirio; ma poco dopo giunge la Creatura piangente per la perdita di suo padre, facendolo ricredere. Viene allestita una pira funebre per Victor, ma durante le esequie il ghiaccio inizia a sciogliersi. La pira va alla deriva e al capitano e il suo equipaggio tornato in tempo sulla nave, non resta che contemplare la misera scena, guardando il mostro che raggiunge la pira nuotando, vi si issa e si dà alle fiamme insieme al padre. Walton ordina il ritorno in Inghilterra.

## Distribuzione

### Divieti
In Italia il film, uscito il 9 febbraio 1995, è stato vietato ai minori di 14 anni. Le riprese si sono svolte tra le Alpi Svizzere, Inghilterra e gli Shepperton Studios tra il 21 ottobre 1993 e il 25 febbraio 1994.

## Produzione

### Regia

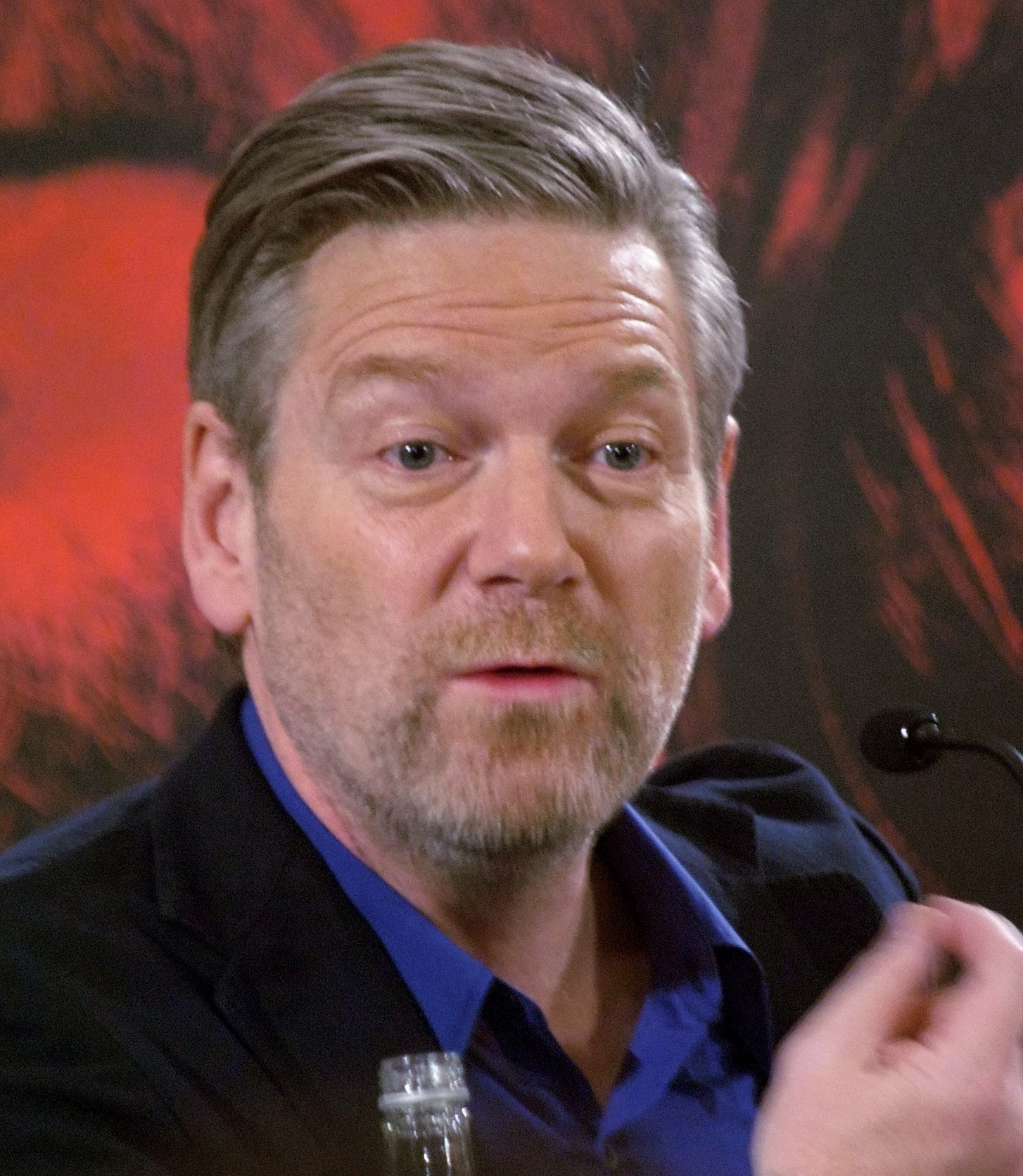
Kenneth Branagh, interprete di Victor e anche regista della pellicola

Il produttore Francis Ford Coppola era interessato a dirigere il film dopo aver diretto nel 1992 Dracula di Bram Stoker. Coppola decise, successivamente, di lasciare la regia a Kenneth Branagh, per poi pentirsene a riprese cominciate, durante le quali i due si ritrovarono in disaccordo. Dopo aver visto un montaggio provvisorio, Francis Ford Coppola insistette sul tagliare la prima mezz'ora del film, insistenza non acconsentita da Branagh. Coppola, allora, criticò pubblicamente il film. Prima della scelta di Branagh, per la regia era stato considerato anche Roman Polański.

### Sceneggiatura
Frank Darabont venne assunto per riscrivere la sceneggiatura originale. Branagh giustificò l'ingaggio di Darabont poiché voleva che nel film fossero inseriti molte più parti tratte dal romanzo. Branagh voleva, infatti, ricreare le atmosfere del libro con accuratezza, focalizzandosi, soprattutto, su alcuni personaggi chiave del romanzo, come la madre di Victor, Caroline Beaufort. Le idee di Branagh, tuttavia, non erano condivise dal produttore Francis Ford Coppola. La pellicola pur ispirandosi all'opera di Shelley, in realtà si prende come ogni adattamento alcune licenze, cercando comunque di rispettare lo spirito dell'autrice.
Branagh inserì nella sceneggiatura un evento non presente nel romanzo, ovvero quello in cui Victor resuscita Elizabeth nello stesso modo in cui aveva creato il mostro. Branagh, in merito a questa scena, disse che si allontanava dal romanzo originale, ma allo stesso tempo aveva un senso psicologico e un'aria grottesca, similmente alle atmosfere ideate da Shelley.

### Cast

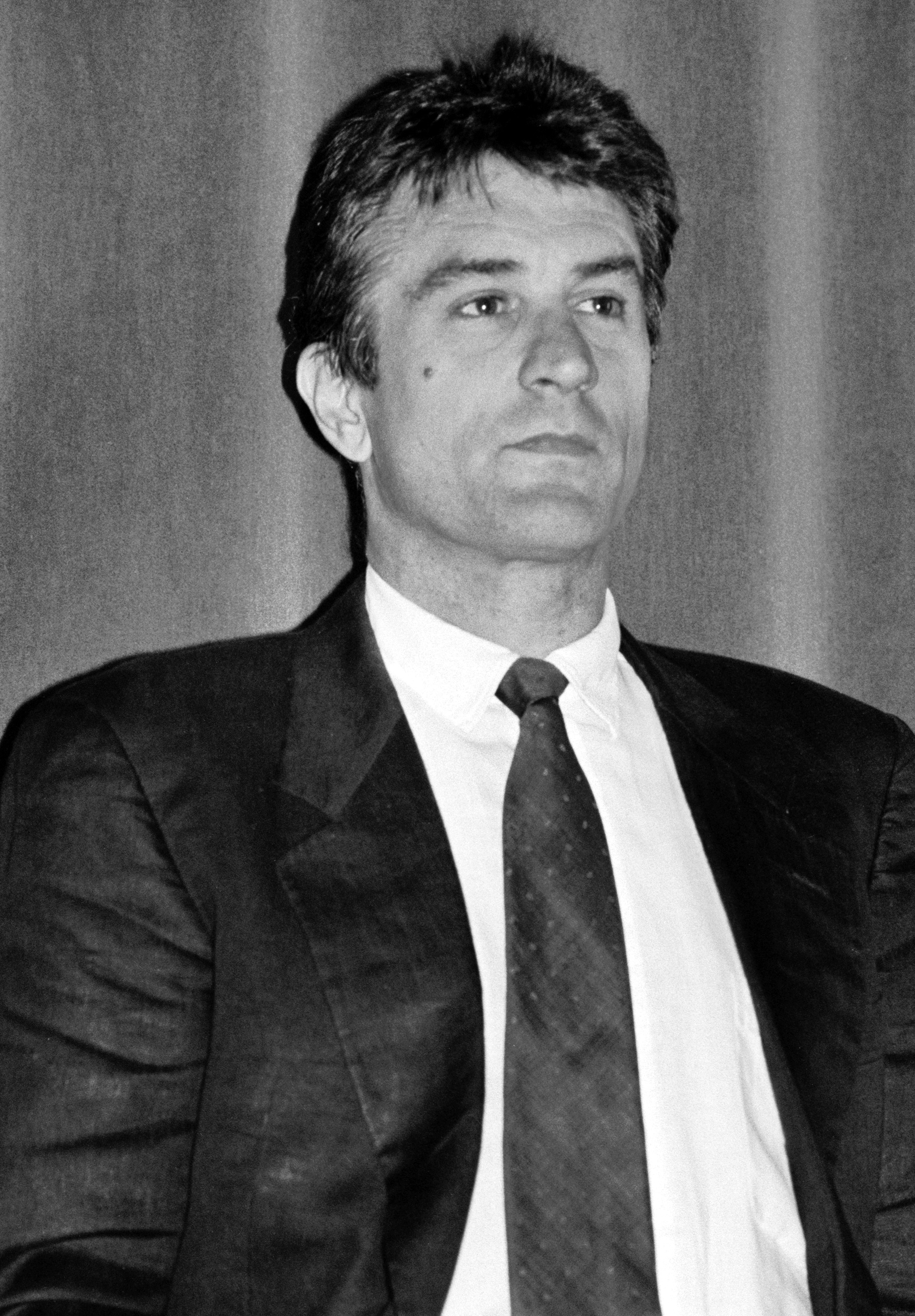
Robert De Niro interpreta La Creatura

- Coppola voleva fortemente che il ruolo della creatura fosse interpretato da un attore molto noto. Soprattutto, egli voleva rendere la creatura molto più realistica di come era apparsa nei precedenti adattamenti basati sul romanzo di Mary Shelley.[5] Per il ruolo, Coppola prese in considerazione John Malkovich, Jeremy Irons,[5] Gérard Depardieu ed Andy García, ma alla fine scelse Robert De Niro.[2] Parlando di De Niro, Coppola e Branagh spiegarono che cercavano un attore che sapesse trasferire agli spettatori diverse emozioni anche con l'ausilio del trucco. De Niro, per immedesimarsi nel personaggio, studiò a fondo i casi personali delle vittime colpite da ictus.[2]
- Prima di Kenneth Branagh, per la parte di Victor Frankenstein era stato considerato Willem Dafoe.[2]
- Per la parte di Henry Clerval era stato originariamente scritturato Christopher Lambert, ma fu sostituito da Tom Hulce prima dell'inizio delle riprese.[2]
- Per la parte di Elizabeth, il regista e protagonista Kenneth Branagh originariamente aveva pensato ad Emma Thompson per il ruolo. L'attrice, tuttavia, dovette rifiutare perché già legata ad un'altra produzione. Per sostituirla, Branagh indisse altri provini, ai quali parteciparono Kate Winslet ed Helena Bonham Carter. Quest'ultima ottenne la parte, ma Branagh fu così colpito dalla bravura della Winslet che decise di ingaggiarla per il film Hamlet da lui diretto.[2]
- John Cleese, interprete del Professor Waldman, e Richard Briers, interprete del nonno cieco, hanno girato le loro scene in sole due settimane.[2] Per la parte del professor Waldman, Branagh aveva pensato a Sean Connery.[2]
- Fay Ripley girò un piccolo cameo per il film, ovvero quella di una persona morsa dalla creatura. La scena fu girata, ma poi tagliata nel montaggio finale.[2]
- Hugh Bonneville esordì proprio in questo film, nel quale interpreta il bullo Schiller.[2]

### Trucco
Per ricreare il mostruoso aspetto della creatura, Robert De Niro fu sottoposto a circa due ore di trucco.

## Accoglienza

### Critica
Il film ha generalmente ricevuto recensioni miste da parte della critica cinematografica. Il sito Rotten Tomatoes ha riportato che il 42% delle recensioni professionali ha dato un giudizio positivo sul film. Roger Ebert ha dato al film due stelle e mezzo su quattro, giudicandolo molto frenetico e maniacale. Contrariamente alle prime critiche, però, Ebert ha acclamato l'interpretazione di Robert De Niro nei panni della creatura. Parere molto simile per James Berardinelli di Reelviews.net che è rimasto abbastanza convinto dalle interpretazioni di De Niro e Kenneth Branagh e della versione che quest'ultimo ha realizzato dell'originale romanzo del 1818.

### Incassi
Al botteghino statunitense, il film è riuscito ad incassare solo 22 milioni di dollari. Nel mondo, invece, ha ottenuto un grande successo, raggiungendo i 90 milioni di dollari. Complessivamente, la pellicola ha totalizzato un incasso pari a 112 milioni di dollari contro un budget di 45.